# Venkatraman Ramakrishnan
Venkatraman Ramakrishnan (* 1952) je americký a britský biolog indického původu, který společně s Thomasem Steitzem a Adou Jonathovou v roce 2009 získal Nobelovu cenu za chemii za objasnění struktury a funkce ribozomů - buněčných „továren na bílkoviny“. Od listopadu 2015 je prezidentem britské Královské společnosti.
Ramakrishnan získal bakalářský titul na indické univerzitě Baroda University, ve studiích pokračoval na Ohijské univerzitě. Roku 2000 popsal strukturu některých částí ribozomu a mechanismy zajišťující bezchybnou syntézu bílkovin podle genetické informace. Později přesně určil trojrozměrné uspořádání ribozomu a jeho reakce na antibiotika i další látky. Působí v laboratoři MRC Laboratory of Molecular Biology v Cambridge.